# 尚嵇镇
尚嵇镇，是中华人民共和国贵州省遵义市播州区下辖的一个乡镇级行政单位。

## 行政区划
尚嵇镇下辖以下地区：
龙泉社区、毛坪村、新华村、大坝村、茶山村、建设村、保星村、清水村和泸江村。